# حسن وزیر
حسن وزیر (انگلیسی: Hasan Vezir؛ زادهٔ ۷ سپتامبر ۱۹۶۲) بازیکن فوتبال و مربی فوتبال اهل ترکیه است.
از باشگاه‌هایی که در آن بازی کرده‌است می‌توان به باشگاه فوتبال گالاتاسرای، باشگاه فوتبال فنرباغچه، باشگاه فوتبال آدانااسپور، باشگاه فوتبال ترابزون‌اسپور، باشگاه فوتبال کاردمیر قره‌بوک‌اسپور، باشگاه فوتبال چای‌کار ریزه‌اسپور، و باشگاه فوتبال کارتال‌اسپور اشاره کرد.
وی همچنین در تیم‌های ملی فوتبال زیر ۲۱ سال ترکیه و ترکیه بازی کرده‌است.